# Mont Kamitaki
Le mont Kamitaki (上滝山, Kamitaki-yama) est une montagne culminant à 1 331 m d'altitude dans les monts Hidaka en Hokkaidō au Japon.